# Caio Vianna Martins

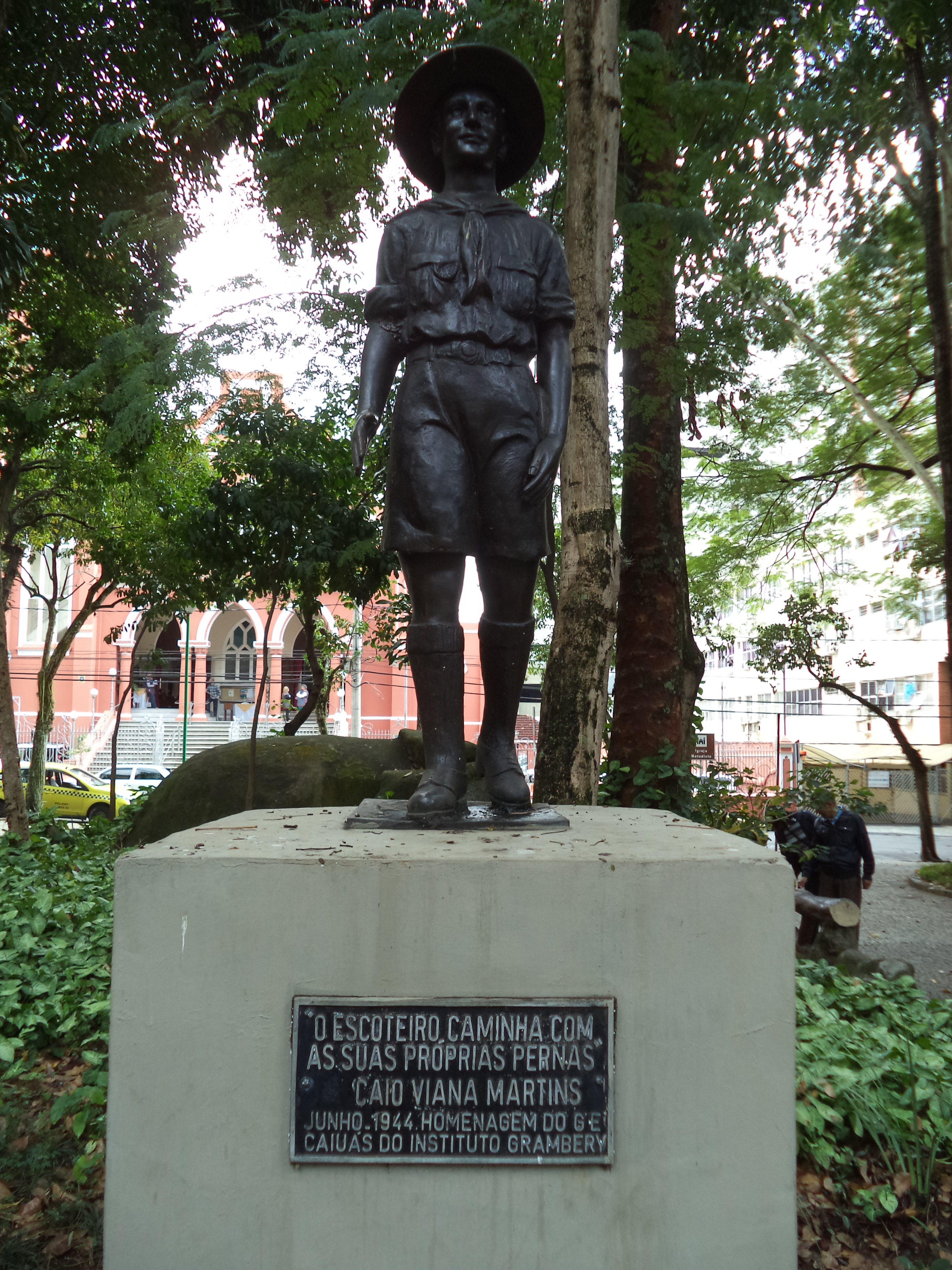
Estátua de Caio Martins em Juiz de Fora.

Caio Vianna Martins (Matozinhos, 13 de julho de 1923 — Barbacena, 20 de dezembro de 1938) foi um escoteiro brasileiro, tido como exemplo para todo o movimento escoteiro do Brasil.

## Biografia
Caio era um menino comum ao seu tempo, mudou-se para Belo Horizonte com a família aos oito anos, onde passou a estudar no Grupo Escolar Barão do Rio Branco até o 4º ano primário.
Ingressou no Movimento Escoteiro aos catorze anos, ao iniciar seus estudos em outra escola, o Colégio Arnaldo e Afonso Arinos, que patrocinava, na época, o Grupo Escoteiro Afonso Arinos.
No dia 18 de dezembro de 1938 o grupo organizou uma excursão de trem a São Paulo com 25 membros. Os escoteiros viajavam no vagão da primeira classe do trem noturno da Central do Brasil, que possuía no total onze vagões, quando, por volta das duas horas da madrugada do dia 19 de dezembro, este se chocou com um trem cargueiro que vinha em sentido contrário, provocando até então o mais grave desastre ferroviário em território brasileiro, no qual morreram cinco e ficaram feridas 44 pessoas.
Caio, na época, monitor da Patrulha Lobo, recebeu uma forte pancada na região lombar durante o choque, o que mais tarde revelou-se mortal, mas mesmo assim persistiu em ajudar os outros escoteiros que se reuniram para decidir a melhor maneira de agir. O primeiro passo foi a procura dos membros que não haviam sido encontrados até o momento, o lobinho Hélio Marcos de Almeida Santos e o escoteiro Gerson Hissa Satuf, encontrados já mortos.
Os escoteiros continuaram prestando os primeiros socorros a todos os feridos e fazendo uma grande fogueira para auxiliar as buscas e o trabalho de salvamento. Para isso, utilizaram todo material que tinham disponível, os colchões, cobertores e lençóis dos vagões-leito, confeccionando macas e abrigo para as pessoas mais feridas.
O acidente, que ocorreu entre as estações de Sítio e João Aires, próximo à cidade de Barbacena, só recebeu socorros às 7 horas da manhã do dia 19. A equipe de socorro transportou os passageiros feridos, inclusive alguns escoteiros, para um hospital em Barbacena. Como não havia macas para todos, e ao ver ao redor dele pessoas mais necessitadas, Caio Viana Martins recusou ser levado de maca, dizendo: "Um Escoteiro caminha com as próprias pernas".
Foi andando, junto a seus amigos, até a cidade, mas, ao chegar ao hotel, sentiu-se mal e foi levado à Santa Casa, onde veio a falecer, por conta do rompimento de vísceras e um grave derrame interno.
Caio Vianna Martins foi sepultado no mesmo dia, no cemitério do Bonfim, na região Noroeste de Belo Horizonte, junto ao lobinho Hélio e ao escoteiro Gérson.

## Homenagens
Pela sua coragem, Caio foi reconhecido como um exemplo a ser seguido, sendo posteriormente homenageado de diversas formas:
- O estádio de futebol de Niterói foi chamado Estádio Caio Martins em homenagem ao jovem escoteiro.
- Em Juiz de Fora, foi-lhe erguido um monumento no parque central da cidade (Parque Halfeld). A estátua foi doada pelo Grupo Escoteiro Caiuás com o apoio do Instituto Granbery.
- Vários grupos escoteiros em todo o país receberam seu nome.
- Uma praça em Belford Roxo, no bairro de Heliópolis.
- A avenida principal na cidade em que nasceu em Matozinhos tem o seu nome.
- Em Belém (Pará), na praça dos escoteiros existe uma estátua em sua homenagem na região portuária atrás da sede da CDP
- Foi homenageado no Livro dos Heróis do Brasil, no Panteão da Pátria e da Liberdade Tancredo Neves, solenemente instituído em 17 de setembro de 2012
- Em Barbacena, na cidade onde ocorreu o acidente, um busto em sua homenagem foi colocado na principal praça da cidade, a praça dos Andradas.
- O Estado de Minas Gerais tem em sua composição um fundação de educação que leva o nome de Caio Martins, FUCAM. Idealizada por Manoel José de Almeida, que tinha como principal objetivo educar menores carentes do Norte de Minas e região metropolitana de Belo Horizonte. Dentre as atividades, o escotismo também era oferecido.